# Битва при Шарлотте

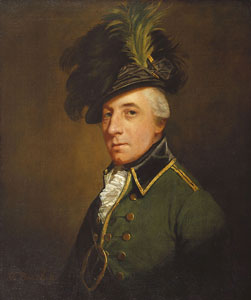
Джордж Хенгер, командовавший британским отрядом (портрет кисти Бич, Томас)

Битва при Шарлотте (англ. Battle of Charlotte) — сражение войны за независимость США, произошедшее в городе Шарлотт (Северная Каролина) 26 сентября 1780 года. Столкновение состоялось у здания окружного суда Мекленберга (в настоящее время на этом месте размещается филиал Bank of America на пересечении Трейд-стрит и Трайон-стрит в центре Шарлотта. Передовой отряд генерала Чарльза Корнуоллиса вошёл в город и встретился с хорошо подготовленным отрядом самообороны под командованием Уильяма Р. Дэви, занявшим позицию перед зданием суда. В завязавшейся стычке был ранен командир британской кавалерии Джордж Хенгер. Отряд американцев не ставил иных задач, кроме как обозначить сопротивление, и с подходом основных сил Корнуоллиса отошёл на север в сторону Солсбери.

## Предыстория
В соответствии с «Южной стратегией», британские войска в начале 1780 года захватили Чарлстон и вынудили силы Континентальной армии покинуть Южную Каролину. После разгрома Второй Континентальной армии в сражении при Кэмдене в августе 1780, британский генерал Чарльз Корнуоллис расположился со своими войсками на северной границе Южной Каролины. Полагая, что британцы и лоялистов контролируют Джорджию и Южную Каролину, он решил повернуть на север и устранить угрозу со стороны остатков Континентальной армии в Северной Каролине. В середине сентября армия Корнуоллиса начала продвигаться на север, в сторону Шарлотта.
Продвижение сил Корнуоллиса сопровождалось нападениями отрядов ополчения Северной и Южной Каролины. Один отряд, под командованием Томаса Самтера, остался в тылу и тревожил укрепления британцев и лоялистов в дальних округах Южной Каролины, другой отряд, во главе с майором Уильямом Р. Деви, держался в непосредственной близи от сил Корнуоллиса. Деви провёл внезапную атаку на лоялистский отряд Корнуоллиса на плантации Вахаб 20 сентября (Бой у Уахабской плантации), а потом ушёл в Шарлотт, где оставил засаду против авангарда Корнуоллиса.
Шарлотт в то время был небольшим городком на пересечении двух дорог. На перекрёстке располагалось здание окружного суда Мекленбург. Южный фасад здания имел ряд колонн, между которыми была построена каменная стена высотой чуть более метра, чтобы образовать место для рынка. Деви расположил ополчение тремя линиями к северу от здания суда, в том числе за каменной стеной, и разместил кавалерийские отряды на восточной и западной сторонах здания, прикрывая дороги, ведущие в этих направлениях. Наконец, отряд из 20 человек укрылся за одним из домов на южной дороге.
Обычно Корнуоллис при приближении к городу высылал на разведку отряд подполковника Банастра Тарлетона и его Британский легион. Однако на это раз Тарлетон был болен, поэтому Корнуоллис направил в Шарлотт майора Джорджа Хенгера, пылкого молодого англичанина из аристократической семьи, со 150 кавалеристами. Корнуоллис приказал Хенгеру осторожно войти в город и проверить наличие ополчения, которое, как он ожидал, могло быть в этом районе.

## Сражение
Вопреки приказу Корнуоллиса, Хенгер и его кавалеристы открыто ворвались в город. Даже после того, как 20 стрелков за домом открыли огонь, британский отряд продолжал движение, пока не попал под шквальный огонь ополченцев, занимавших позиции за каменной стеной. Когда первая линия ополчение отошла, чтобы освободить место для второй, Хенгер истолковал их манёвр как отступление и продолжил атаку. В результате британские кавалеристы попали под перекрестный огонь второй линии и американских кавалеристов, размещенных на к востоку и западу. Раненый Хенгер отказался от дальнейшего противостояния, и его отряд отступили в некотором беспорядке по прикрытие пехоты.
Корнуоллис, услышавший звуки стрельбы, поскакал вперед, чтобы оценить ситуацию. Он саркастически объявил: «Есть всё, что нужно, чтобы проиграть, но вы ничего не получите взамен» — и отравил Британский легион в новую атаку. К этому времени стали подтягиваться части лёгкой пехоты основной армии, и Дэви принял решение оставить город.

## Последствия
В результате сражения ополченцы потеряли 6 человек. Со стороны британцев погибло 12 человек, 47 получили ранения.
Хенгер назвал сражение «Пустячной стычкой, не стоящей внимания», но для Корнуоллиса она означала, что следует ожидать дальнейшего сопротивления. Ранение вывело Хенгера из строя, что ещё сильнее снизило боевую эффективность Британского легиона. Вместо продвижения на Хиллсборо Корнуоллис занял Шарлотт. Его позиция была не совсем безопасной, поскольку ополченцы препятствовала сколько-нибудь заметным действиям за городом. Левый фланг, которым командовал Патрик Фергюсон, был практически уничтожен в начале октября в битве при Кингс-Маунтин, и Корнуоллис, в конце концов, в ноябре отошёл в Уиннсборо в связи с постоянными докладами о стойком сопротивлении в Южной Каролине.